# 朱尔·克莱弗诺
朱尔·克莱弗诺（法語：Jules Clévenot，1876年8月20日—1933年9月11日），法国男子游泳、水球运动员。他曾代表法国参加1900年夏季奥林匹克运动会，获得男子水球铜牌。